# Oakville (Canada)
Oakville è una città canadese nella provincia dell'Ontario, sita sulle rive del lago Ontario a circa 55 chilometri dalla città di Toronto. Con i suoi quasi 200 000 abitanti è una delle più grandi città dell'Ontario.  
Ha avuto un grandissimo sviluppo a cavallo degli anni cinquanta e sessanta con il grande flusso di migranti provenienti dall'Europa (in modo particolare da Italia e Portogallo). È una città industriale anche se presenta vaste piantagioni di piante da frutto. Città multietnica e multireligiosa. È anche una città molto conosciuta poiché la sede di Rockstar Toronto si trova proprio qua, ad Oakville.